# Voroneanșciîna, Șîșakî
Voroneanșciîna (în ucraineană Воронянщина) este un sat în comuna Hoholeve din raionul Șîșakî, regiunea Poltava, Ucraina.

## Demografie
Componența lingvistică a localității Voroneanșciîna
     Ucraineană (97,93%)
     Rusă (2,07%)
Conform recensământului din 2001, majoritatea populației localității Voroneanșciîna era vorbitoare de ucraineană (97,93%), existând în minoritate și vorbitori de rusă (2,07%).